# Ambroisie (mythologie)
Pour les articles homonymes, voir Ambroisie.
L’ambroisie (en grec ancien ἀμϐροσία / ambrosía, de l’adjectif ἀμϐρόσιος / ambrósios, « immortel, divin, qui appartient aux dieux ») est une substance divine de la mythologie grecque, nourriture délicieuse des dieux qui leur assure avec le nectar leur immortalité. 

## Nourriture des dieux

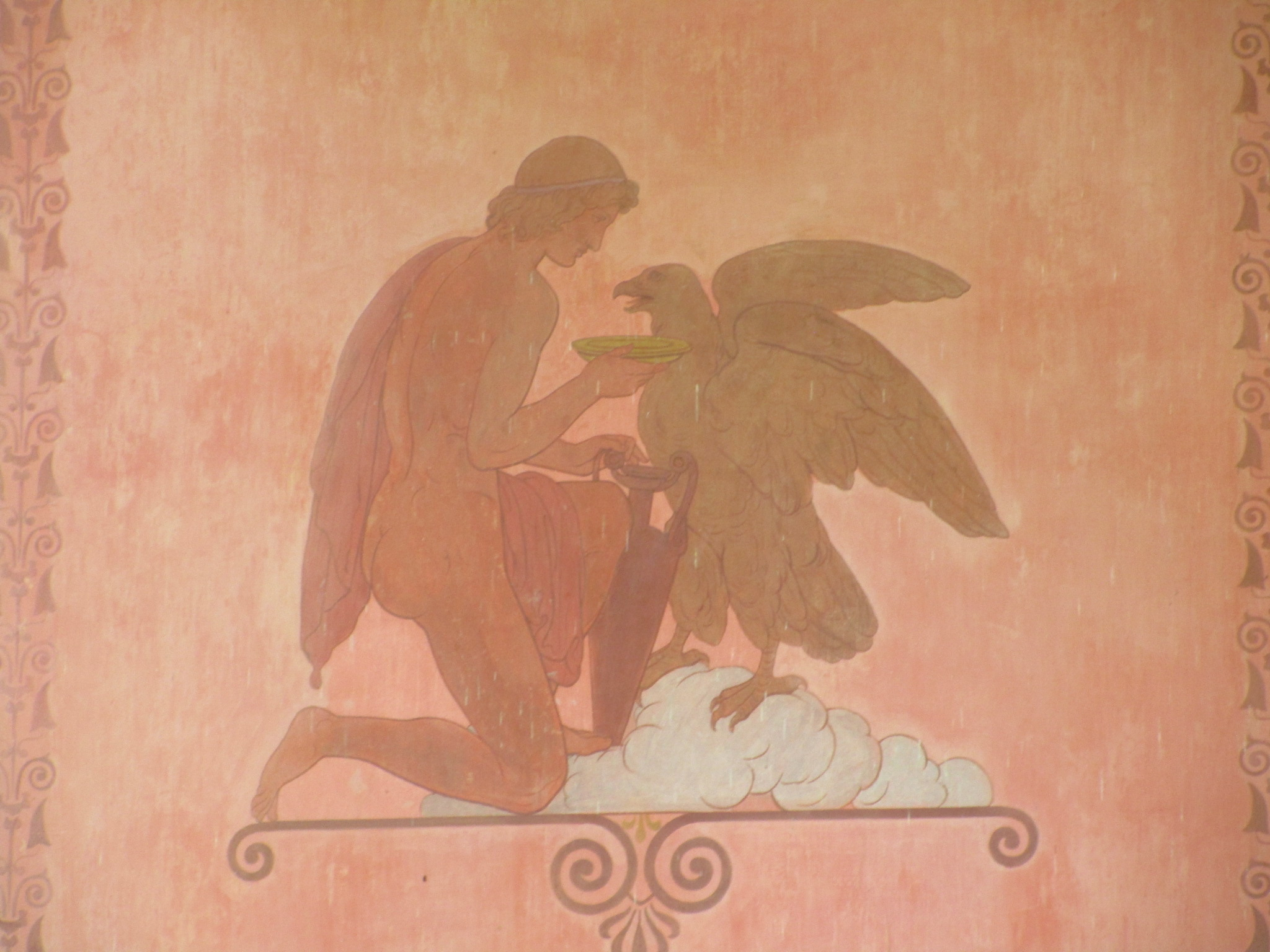
Peinture romaine du dieu des dieux de la mythologie gréco-romaine Zeus-Jupiter en aigle, nourri à l'ambroisie, de l'île aux Roses en Bavière.

Son premier rôle est de nourrir les dieux de l'Olympe. En effet, ils ne se nourrissent pas de nourriture humaine ni de vin, mais uniquement de nectar, qui remplace le vin, et d'ambroisie, qui remplace la nourriture solide, mais n'est pas nécessairement solide elle-même. Chez Homère (VIIIe siècle av. J.-C.) celle-ci est apportée par des colombes depuis l'Extrême-Occident, pour nourrir les chevaux divins. Plus précisément, l'ambroisie est à base de miel. Elle était utilisée pour fabriquer de nombreuses préparations, allant des parfums les plus exquis aux liqueurs les plus savoureuses. Elle était dotée de propriétés magiques, qui rendaient les dieux invulnérables et assuraient aux hommes, admis dans le rang des héros, un bonheur parfait, une jeunesse éternelle et une immortalité. Fréquemment, l'ambroisie était servie en même temps que le nectar.

« La déesse Héra aux bras blancs alors arrêta ses chevaux, les détela du char. Elle répandit autour une brume abondante et le Simoïs [fleuve de Troade] pour leur pâture fit lever l'ambroisie. »

Priver un dieu du nectar et de l'ambroisie est l'un des pires châtiments qui puisse lui être infligé, à hauteur d'un crime capital : le parjure d'un serment prêté sur les eaux du Styx. Hésiode explique ainsi dans la Théogonie, passage probablement interpolé :

« Quiconque, parmi les Immortels, maîtres des cimes de l'Olympe neigeux, répand cette eau pour appuyer un parjure, reste gisant sans souffle une année entière. Jamais plus il n'approche de ses lèvres, pour s'en nourrir, l'ambroisie et le nectar. Il reste gisant sans haleine et sans voix sur un lit de tapis : une torpeur cruelle l'enveloppe. »

Les limnades (naïades-nymphes de lac) se nourrissent également d'ambroisie pour rester éternellement belles et jeunes.

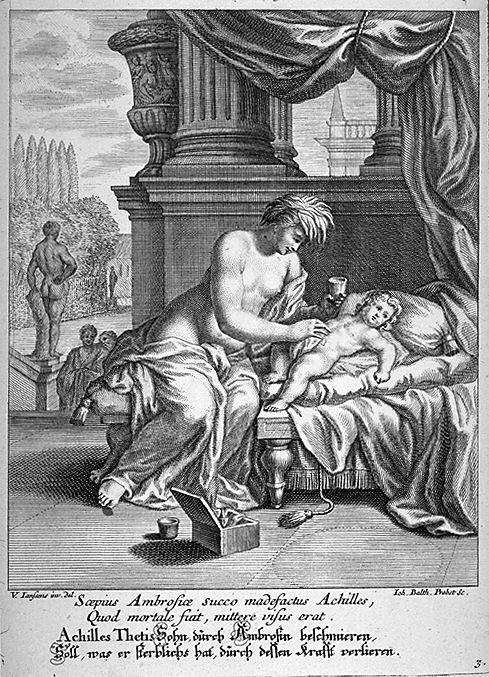
Achille oint avec de l'ambroisie par Thétis.

## Onction divine

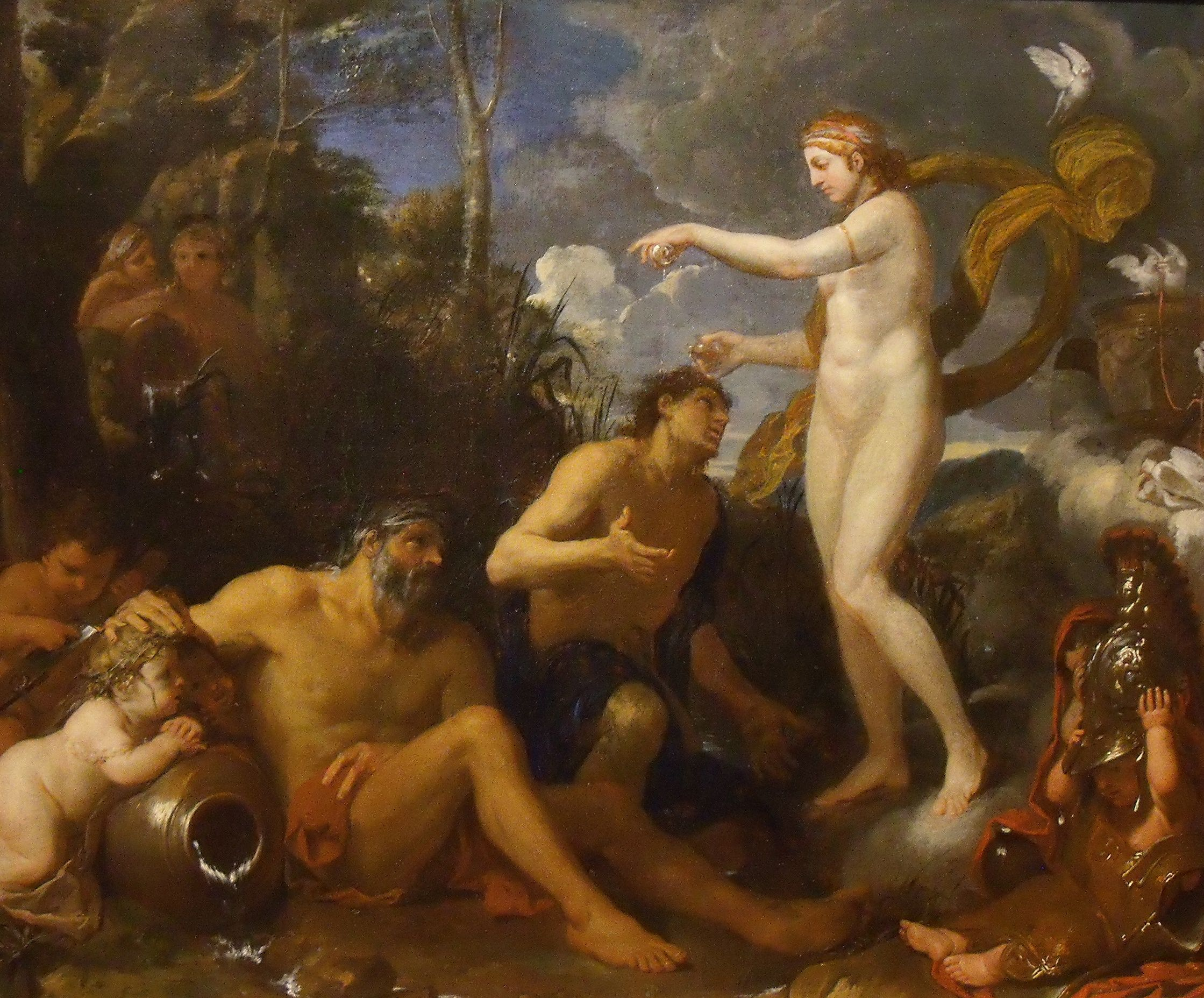
La Déification d'Énée, v1642, Charles Le Brun, Musée des beaux-arts de Montréal.

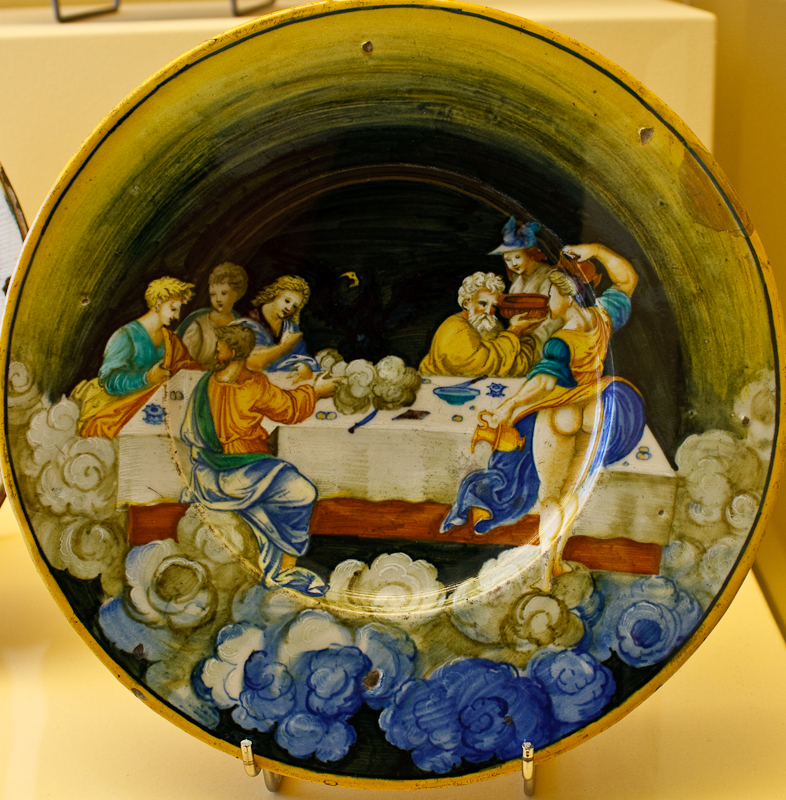
La nourriture des dieux de l'Olympe, attribué à Nicola da Urbino, 1530, musée Boijmans Van Beuningen de Rotterdam aux Pays-Bas.

Les dieux s'en servent comme onguent, en oignant leur corps pour le préserver, ainsi que celui de leurs favoris ou même afin de conférer l'immortalité. Dans l’Iliade d'Homère, le corps de Sarpédon est oint d'ambroisie par Apollon, celui de Patrocle par Thétis (Iliade, XIX, 38) et celui d'Hector par Aphrodite. Dans ces trois cas, il s'agit de préserver le cadavre de la corruption. L'ambroisie est alors décrite comme « une huile divine, fleurant la rose ». Peut-être faut-il y voir une allusion aux rituels de l'embaumement. En effet, proclame Thétis au sujet de Patrocle, grâce à cette onction : 

« Quand bien même il demeurerait là, gisant, toute une année, sa chair demeurera intacte, et embellira même. »

Héra elle-même s'en sert pour un usage cosmétique, quand elle veut séduire Zeus au chant XIV : « avec de l'ambroisie, elle efface d'abord de son corps désirable toutes les souillures ». Le second usage consiste à rendre immortel un mortel. Ainsi, selon la légende post-homérique, Achille est frotté tous les jours par sa mère avec de l'ambroisie, et plongé dans les flammes, qui doivent dévorer sa part mortelle. Dans l'hymne homérique à Déméter, la déesse fait de même avec Démophon, fils de Céléos.

## Quelle substance?
L'ambroisie se caractérise par sa douceur : Ibycos indique qu'elle est neuf fois plus sucrée que le miel. Elle est parfois présentée comme un liquide : Sappho parle de mélanger « un cratère d'ambroisie » et Anaxandridès déclare boire « à même l'ambroisie ». L'ambroisie est aussi considérée comme une herbe.
Selon Theodor Bergk (en) et Wilhelm Roscher, l'ambroisie serait du miel sauvage. Selon Alexandre Dumas, l'ambroisie serait du haschich. Selon Richard B. Onians (en), l'ambroisie était « la graisse liquéfiable (moelle et gras), avec comme alternative la sève végétale qui est son analogue, l'huile d'olive. » « L'ambroisie se rapporte non seulement à la graisse (aloiphê, aleiphar) offerte aux dieux par les hommes, mais également à celle placée avec les ossements du mort.